# Sainte-Honorine-de-Ducy
Sainte-Honorine-de-Ducy település Franciaországban, Calvados megyében. Lakosainak száma 136 fő (2022. január 1.). Sainte-Honorine-de-Ducy Cahagnolles, Foulognes és Caumont-sur-Aure községekkel határos.

## Népesség
A település népessége az elmúlt években az alábbi módon változott:
| Lakosok száma | 158  | 117  | 113  | 132  | 131  | 130  | 127  | 133  | 136  | 136  |
|               | 1968 | 1982 | 1990 | 2006 | 2013 | 2015 | 2017 | 2019 | 2020 | 2022 |